# Fieberiella septentrionalis
Fieberiella septentrionalis är en insektsart som beskrevs av Wagner 1963. Fieberiella septentrionalis ingår i släktet Fieberiella, och familjen dvärgstritar. Arten är reproducerande i Sverige.